# 日露修好通商条約
日露修好通商条約（にちろしゅうこうつうしょうじょうやく、ロシア語: Эдоский договор）は、幕末の日本とロシア帝国との間に結ばれた通商条約。
1858年8月19日（安政5年7月11日）に調印され、1859年8月18日（安政6年7月10日）に批准された。この条約は1895年（明治28年）に締結された日露通商航海条約によって総て無効になった。
この条約では、最恵国待遇が双務的となっている。
一方で、先の日露和親条約で双務的規定となっていた領事裁判権が片務的に改められた。

## 改正
日本政府とロシア政府との交易業務の便宜を図るため、1867年12月、ロシア全権委任大使のコンスルコルレジスキー、ツウェツニク、エウゲニー、ビューツォフと外国奉行・加賀守江連堯則とのあいだの協議が江戸で行われ、「魯西亞國新定約書（慶応3年11月18日魯歴1867年12月11於江戸調印交換）」が調印された（即日施行）。